# 에데르 알레이수 지 아시스
에데르 알레이수 지 아시스(포르투갈어: Éder Aleixo de Assis, 1957년 5월 25일, 미나스 제라이스 주 베스파시아누 ~)는 에데르(포르투갈어: Éder ˈɛdɛʁ[*]), 혹은 에데르 알레이수(포르투갈어: Éder Aleixo)로 알려진 브라질의 전직 축구 선수이다.
그는 현역 시절 좌측 공격수나 중앙 공격수로 활약했고, 주로 캄페오나투 브라질레이루의 아틀레치쿠 미네이루와 브라질 국가대표팀에서 활동했다. 그는 파우메이라스와 그레미우를 비롯한 여러 구단을 전전했다. 말년에는 1988-89 시즌에 말라티아스포르로 이적해 카를루스와 세르지뉴와 한배를 타기도 했다.

## 국가대표팀 경력
에데르 알레이수는 1979년 5월부터 1986년 4월까지 브라질 국가대표팀 경기에 52번 출전했고, 1982년 월드컵에 지쿠, 소크라치스, 파우캉 등의 쟁쟁한 선수들과 함께 역대 최강의 국가대표팀으로 손꼽히는 선수단의 일원으로 참가했다. 에데르는 소련과의 1차 조별 리그 1차전 경기에서 공중에 뜬 공을 강력한 힘과 정확한 조준으로 22미터 거리에서 차넣었다. 그는 뒤이어 스코틀랜드와의 다음 경기에서 차넣으려는 듯 동작을 취하다가 몸이 멈춘 스코틀랜드의 수문장 앨런 러프의 키를 넘겨 문전 영역 귀퉁이에서 군더더기 없는 득점을 성공시켰다. 뒤이어 아르헨티나와의 2차 조별 리그 경기에서는 27미터 거리에서 직접 프리킥을 감아차 위쪽 골대를 강타했고, 이후 지쿠가 이 경기의 선제골을 뽑아냈다.
에데르 알레이수는 1986년 월드컵에 직전 시즌부터 도지던 기량 하락과 체격적인 문제로 참가하지 못했고, 브라질의 연습 경기에서 볼보이를 밀면서 결정적으로 퇴출되었다. 그는 1986년 4월에 열린 페루와의 국가대표팀 경기에서 퇴장을 당했다. 경기 외적으로 그는 논란의 도마에 올랐다. 그는 훈련에 임하기보다는 연회를 여는 것을 좋아해 감독과 동료들로부터 찍혔다는 소문이 자자했다.

## 경기 방식
선천적으로 왼발잡이인 에데르 알레이수는 넓게 측면을 맡는 좌측 미드필더였지만, 공격수나 후방 공격수로서 자유로운 역할을 수행할 수 있었다. 전성기에 그는 당대 세계 최고의 공격 자원으로 손꼽혔다. 비록 그는 측면 선수로는 최상급으로 주력이 뛰어난 것은 아니였지만, 매우 창의적이고, 체격적으로 뛰어나며, 현란한 발기술과 세심한 전개력을 앞세워 강력하고 정확한 왼발 감아차기로 회자되어(한 번 공을 찼을 때 그 공의 속력이 174.5km/h에 달했다) 지지자들로부터 "대포"(O Canhão)라는 별칭이 붙었다. 그는 왼발 안쪽이든 밖이든 어느 방향으로든 공을 차넣을 수 있었지만, 오른발은 왼발만큼 강하지 못했다. 문전 영역 밖에서 공을 차 넣을 수 있다는 점 외에도, 그는 맞춤 전술과 코너킥에서 길고 정확한 공넘김과 배급을 통해 공을 잘 전달했다. 축구 선수적인 능력과 별개로, 그는 비효율적이고, 기복이 심한 성격으로 악명을 떨쳤고, 경기 내외적으로 자제력이 떨어져 몇몇 감독들과 마찰을 빚었다.

## 수상
그레미우
- 헤콩키스타: 1977
- 캄페오나투 가우슈: 1977, 1979
- 헤샤: 1978, 1979
- 토르네오 시우다드 데 로사리오: 1979

아틀레치쿠 미네이루
- 캄페오나투 미네이루: 1980, 1981, 1982, 1983, 1985, 1995
- 투르누아 드 파리: 1982
- 트로페오 라몬 데 카란사: 1990

크루제이루
- 코파 두 브라지우: 1993

개인
- 볼라 지 프라타: 1983
- 남아메리카 올해의 축구 선수 3위: 1983